# Cuneus Prophetarum
Cuneus Prophetarum (алб. Çeta e profetëve, рус. «Жития святых») — философский, теологический и научный трактат, написанный Петером Богдани, албанским философом. Опубликован в Падуе в 1685 году на албанском и латинском языках. Считается и самым выдающимся произведением ранней албанской литературы.

## История
Петер Богдани закончил писать Cuneus Prophetarum в 1675, но Конгрегация евангелизации народов не позволила опубликовать труд, пока не будет сделан перевод на латынь. Через десять лет книга была издана в Падуе при поддержке Грегорио Барбариго, кардинала Падуи.
Полное латинское названия трактата — «Cuneus prophetarum de Christo salvatore mundi et eius evangelica veritate, italice et epirotice contexta, et in duas partes diuisa a Petro Bogdano Macedone, Sacr. Congr. de Prop. Fide alumno, Philosophiae & Sacrae Theologiae Doctore, olim Episcopo Scodrensi & Administratore Antibarensi, nunc vero Archiepiscopo Scuporum ac totius regni Serviae Administratore».
Трактат был переиздан на итальянском и албанском языках в 1691 и 1702 годах соответственно при поддержке семьи Альбицци. Итальянское заглавие — «L' infallibile verità della cattolica fede».

## Содержание
Cuneus Prophetarum разделен на два тома, в каждом из которых четыре главы. Текст в главе набран в две колонки: одна — на албанском языке, другая — на латыни. В переизданиях место латыни занял итальянский перевод. Вводная часть первого тома содержит посвящения и панегирики на албанском, итальянском, латинском и сербском. Также в ней приведены два стихотворения по восемь строк на албанском языке. Первое стихотворение, написанное Лукой Богдани, двоюродным братом Петера Богдани, посвящено автору трактата. Второе стихотворение — философское, его сочинил Лука Сумма, монах из Шкодера. Основные темы первого тома взяты из Ветхого Завета. Четыре главы носят названия:
1. Как Бог создал человека.
2. Пророки и их метафоры о пришествии Мессии.
3. Житие пророков и их пророчества.
4. Житие десяти сивилл.

Второй том озаглавлен «De vita Jesu Christi salvatoris mundi», его основные богословские темы взяты из Нового Завета. Четыре главы носят названия:
1. Житие Иисуса Христа.
2. Чудеса Иисуса Христа.
3. Страдания и смерть Иисуса Христа.
4. Воскресение и второе пришествие Христа[4].

В четвертую главу второго тома включён перевод из Книги Даниила на албанский, арабский, армянский, греческий, иврит, итальянский, латинский и сирийский языки. Также в этом томе имеется глава, посвящённая житию Антихриста, индекс на албанском и итальянском языках и три страницы приложения под названием «Antichita della Casa Bogdana», посвящённая генеалогии семьи Богдани.

## Значение
Cuneus Prophetarum считается наиболее выдающимся произведение ранней албанской литературы. В нём рассматриваются вопросы философии, науки и теологии, а также вопросы астрономии, физики, географии и истории. Поэтические произведения и проза затрагивают литературную теорию. Cuneus Prophetarum причисляется к гуманистическим работам барочной литературы. Язык, используемый Богдани — архаичная форма албанского, она рассматривается как одна из ранних литературных форм языка.
В 1855 году Антон Сантори опубликовал в Неаполе труд Kryshten i shyityruory, который содержит выдержки из Cuneus Prophetarum. Сантори включил их в своё издание, чтобы продемонстрировать преемственность албанский религиозной литературы.